# Wasserkraftwerk
Ein Wasserkraftwerk oder auch Wasserkraftanlage ist ein Kraftwerk, das die potentielle Energie des Wassers in mechanische Energie bzw. elektrische Energie umwandelt. Damit wird die Wasserkraft für den Menschen nutzbar gemacht. Dies kann an Fließgewässern oder Stauseen bzw. Talsperren erfolgen oder durch Strömungs- und Gezeitenkraftwerke auf dem Meer. Zur Umwandlung werden heutzutage meist Turbinen eingesetzt.

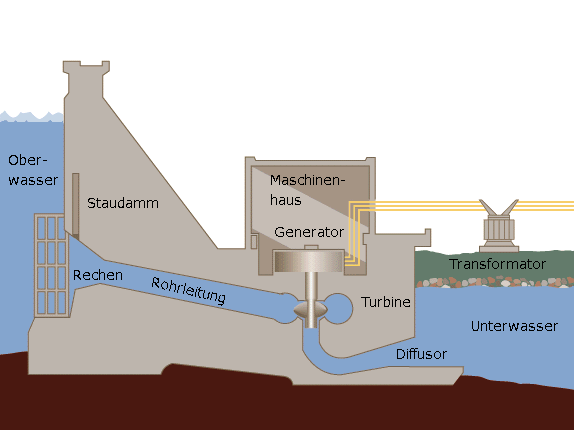
Schema eines Wasserkraftwerkes ausgestattet mit einer Francis-Turbine

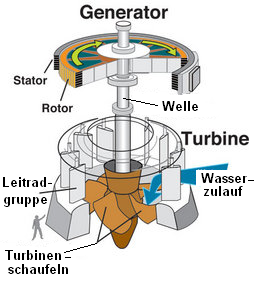
Wasserturbine mit Generator

## Funktionsweise

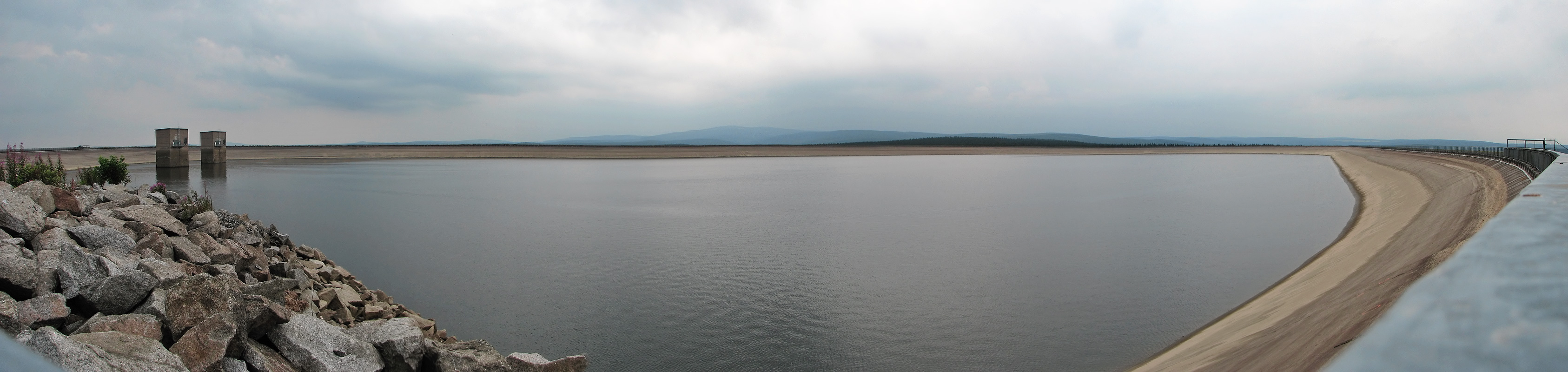
Pumpspeicherwerk Markersbach - Oberbecken

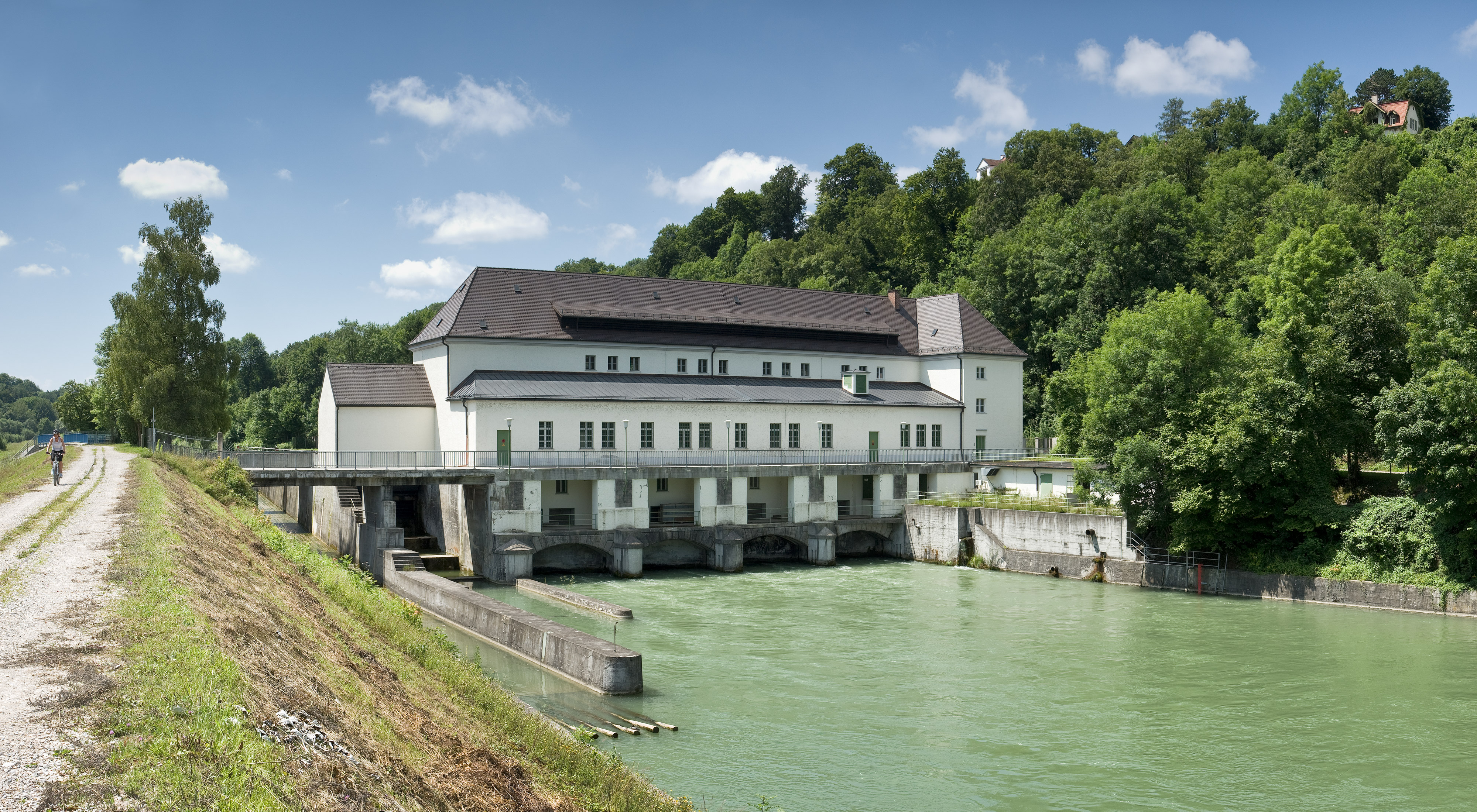
Laufwasserkraftwerk in Pullach (Auslaufseite)

Bei den meisten Wasserkraftwerken wird durch eine Stauanlage (auch Staumauer oder Talsperre) Wasser im Stauraum auf einem höheren Niveau zurückgehalten. Die Bewegungsenergie des abfließenden Wassers wird auf eine Wasserturbine oder ein Wasserrad übertragen, welches wiederum direkt oder über ein Getriebe einen elektrischen Generator antreibt, der die mechanische Energie in elektrische Energie umwandelt. Zur Einspeisung in ein Mittel- oder Hochspannungsnetz ist vielen Wasserkraftwerken auch ein Umspannwerk angegliedert.
Grundsätzlich wird zwischen Laufwasserkraftwerken und Speicherkraftwerken unterschieden.

### Laufwasserkraftwerke
Laufwasserkraftwerke können keinen oder nur sehr begrenzten Einfluss auf das Volumen an aufgestautem Wasser nehmen und dienen deshalb der Deckung der Grundlast in einem Stromnetz. Meist wird dazu die durch ein Wehr gebildete Staustufe in einem fließenden Gewässer genutzt.

### Speicherkraftwerke
Speicherkraftwerke besitzen einen Energiespeicher in Form von Seen oder Teichen, deren Pegel vom Kraftwerksbetreiber gesteuert werden kann. Oft handelt es sich dabei um Stauseen, die mittels Staudämmen oder -mauern künstlich für die Energiegewinnung angelegt wurden, seltener werden hierfür aber auch natürliche Seen verwendet. Die Leistung der Kraftwerke lässt sich sehr gut dem effektiven Bedarf im Stromnetz anpassen, wenn kein Bedarf besteht, kann die Anlage auch vorübergehend stillgelegt werden. Speicherkraftwerke dienen deshalb zur Deckung der Spitzenlast in einem Stromnetz. Die Leistung lässt sich innerhalb von Minuten hochfahren und kann bei großen Anlagen die Leistung eines Kernkraftwerks erreichen.
Je nach Größe des Speichers wird zwischen kurzzeitigen Tagesspeicher und Wochenspeicher oder langzeitigen Jahresspeicher unterschieden. Jahresspeicher dienen meist dem Sammeln von Wasser aus der Schneeschmelze, das über die Wintermonate genutzt wird, wenn die Laufwasserkraftwerke auf Grund der geringeren Wasserführung der Flüsse weniger Strom produzieren können.
In der Schweiz zählen nur Kraftwerke mit einem Jahresspeicher, der mindestens ein Viertel der Winterproduktion decken kann, zu den Speicherkraftwerken. Die übrigen Speicherkraftwerke gehören zu den Laufwasserkraftwerken.
Pumpspeicherkraftwerke nutzen zu Schwachlastzeiten überschüssige Energie im Stromnetz um zusätzliches Wasser in das Speicherbecken zu pumpen. Bei Spitzenlast kann es wieder aus dem Speicher abgerufen werden und zur Stromerzeugung genutzt werden. In der Schweiz werden Pumpspeicherwerke, welche mehrheitlich zuvor hochgepumptes Wasser zur Stromerzeugung verwendet, als Umwälzwerke bezeichnet. Bei diesen Kraftwerken hat der obere Speicher im Vergleich zur hochgepumpten Wassermenge nur einen geringen natürlichen Zufluss. Zu den Umwälzwerken gehören die Zentrale Limmern der Kraftwerke Linth-Limmern oder das Kraftwerk Nant de Drance. Beide Anlagen haben die Leistung eines mittleren Kernkraftwerkes.

## Leistung
Die Leistung P ist abhängig vom Wasserdurchfluss Q (in m3/s), der Fallhöhe h (in m), der Erdbeschleunigung g (≈ 9,81 m/s²) und der Dichte von Wasser ρ (≈ 1000 kg/m3):
{\displaystyle P=Q\cdot h\cdot g\cdot \rho \cdot \eta }
Der gesamte Wirkungsgrad η ergibt sich aus dem Produkt der einzelnen Wirkungsgrade des Zulaufs, der Wasserturbine, des Getriebes, des elektrischen Generators und des Maschinentransformators.
Zur Überschlagsrechnung werden die näherungsweise konstanten Faktoren wie die Erdbeschleunigung g, die Dichte ρ von Wasser und der gesamte Wirkungsgrad in einer Konstanten {\displaystyle c_{1}} zusammengefasst. Bei einem Gesamtwirkungsgrad von η = 85 % ergibt sich:
{\displaystyle c_{1}=g\cdot \rho \cdot \eta \approx 8{,}5\,{\frac {\text{kN}}{{\text{m}}^{3}}}}
Mit dieser Konstanten lässt sich die überschlagsmäßige Berechnung der Leistung ausdrücken als:
{\displaystyle P=Q\cdot h\cdot c_{1}}
Beispiel: Durch die Turbine eines Laufwasserkraftwerkes mit der Stauhöhe 6 m strömen pro Sekunde 20 m3 Wasser. Damit ergibt sich eine Leistung von P = 20 m3/s · 6 m · 8,5 kN/m3 = 1020 kW.
Die maximale Leistung eines Wasserkraftwerks wird erbracht, wenn sich der Ausbaudurchfluss Qa bei optimalem Wirkungsgrad einstellt.
Die installierten Leistungen von Wasserkraftwerken weltweit liegen zwischen wenigen kW und mehreren GW. Zugleich erzielen sie verglichen mit anderen Stromgewinnungsarten einen sehr hohen Wirkungsgrad. Ihre Turbinen und Generatoren können bis zu 90 % der nutzbaren Wasserkraft in elektrischen Strom umwandeln (water to wire).

### Ausbauleistung
Als Ausbauleistung Pa wird die maximale elektrische Leistung eines Kraftwerks bezeichnet, die sich beim Ausbauzufluss Qa ergibt. Dieser Zufluss stellt sich jedoch bedingt durch natürliche Abflussschwankungen nicht permanent ein. Im Durchschnitt wird der Ausbauzufluss in Mitteleuropa an etwa 30 bis 60 Tagen im Jahr erreicht.

### Ausbaugrad
Der Ausbaugrad ist für Laufwasserkraftwerke und Speicherkraftwerke unterschiedlich definiert.

#### Ausbaugrad für Laufwasserkraftwerke

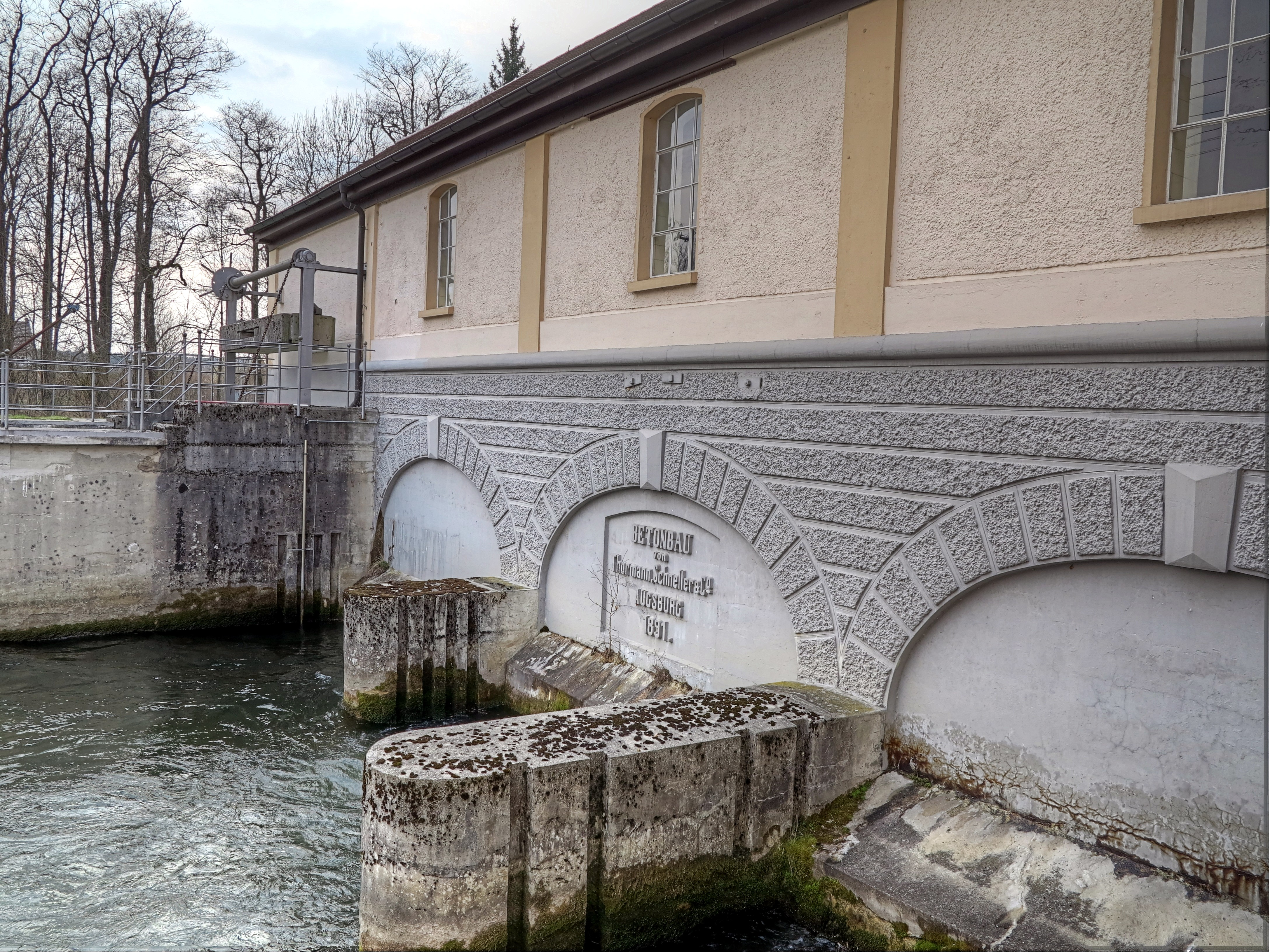
Laufwasserkraftwerk von 1892

Unter Ausbaugrad fa wird bei Laufwasserkraftwerken das Verhältnis zwischen Ausbaudurchfluss Qa und Mittelwasserabfluss MQ verstanden.
{\displaystyle f_{a}={\dfrac {Q_{a}}{MQ}}} (ohne Einheit)
fa Ausbaugrad (einheitenlos)
Qa Ausbaudurchfluss (in m3/s)
MQ Mittelwasserabfluss (in m3/s)

#### Ausbaugrad für Speicherkraftwerke

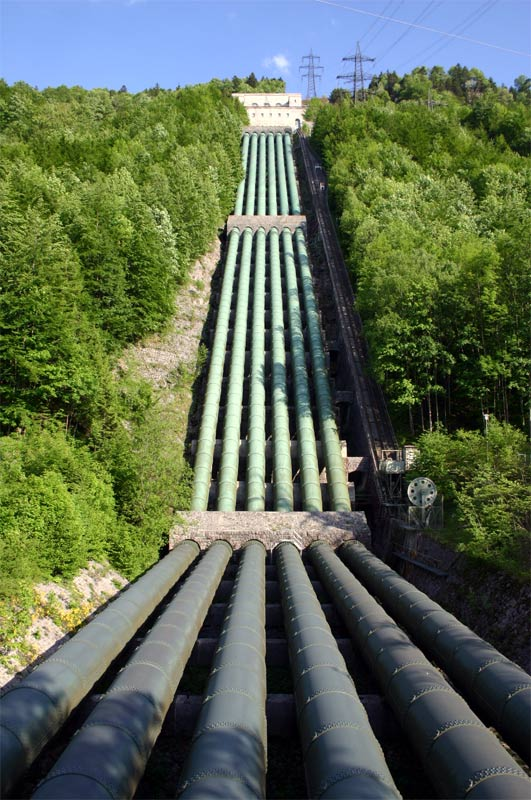
Speicherkraftwerk Walchensee

Im Gegensatz zu oben genanntem Anlagentyp ergibt sich der Ausbaugrad fa bei Speicherkraftwerken aus dem Verhältnis von Speichervolumen VSP zu Jahreswasserfracht der Zuflüsse VZU.
{\displaystyle f_{a}={\dfrac {V_{SP}}{V_{ZU}}}} (ohne Einheit)
VSP Speichervolumen (in m3)
VZU Jahreswasserfracht der Zuflüsse (in m3)
Die Wahl des Ausbaugrades erfolgt unter den Gesichtspunkten Abflusscharakteristik des Gewässers (Abfluss gleichmäßig oder stark schwankend), Einsatzart der Wasserkraftanlage (Einzelversorgung, Grund-, Mittel-, Spitzenlastkraftwerk), von weiteren Anforderungen an die Wassernutzung (Schifffahrt, Mindestwasser) sowie dem Kosten-Nutzen-Faktor. Für Grundlastkraftwerke mit hoher Abgabesicherheit bei verhältnismäßig niedriger Investition wird ein geringer Ausbaugrad gewählt (Qa,I). Für Spitzenlastkraftwerke hingegen bietet sich die Wahl eines hohen Ausbaugrades (Qa,II) an, ebenso ergeben sich höhere Investitionsaufwendungen.

### Leistungsplan
Der Leistungsplan gibt Auskunft über die mittlere jährliche Energieausbeute einer Wasserkraftanlage und ist daher für energiewirtschaftliche Betrachtungen von großer Bedeutung. Zur Ermittlung der Jahresproduktion eines Kraftwerkes muss die mittlere Überschreitungsdauerlinie des Zuflusses bekannt sein. Weiter wird die Dauerlinie des Unterwasserstandes sowie des Oberwasserstandes, aus denen sich die Fallhöhendauerlinie ermitteln lässt, benötigt. Meist werden Dauerlinien auf Basis von Tagesmittelwerten verwendet. Zur Absicherung der Aussage sollen jedoch mehrere Jahresdauerlinien in die Auswertungen einfließen und ein Mittelwert gebildet werden.
Durch Multiplikation von Überschreitungsdauerlinie des Zuflusses und Fallhöhendauerlinie ergibt sich die Leistungsdauerlinie für ein Jahr und aus deren Integration über die Zeit die Jahresarbeit der Anlage.

## Typen von Wasserkraftwerken

### Einteilung nach Nutzgefälle

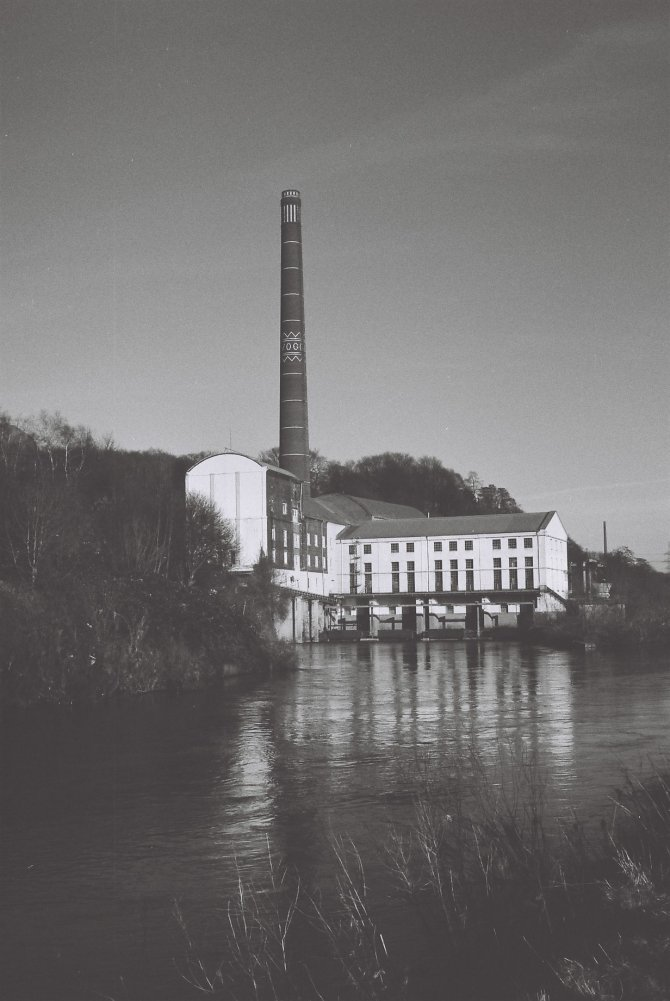
Ein typisches Wasserkraftwerk, hier an der Ruhr

Das Nutzgefälle oder die Fallhöhe ist der Höhenunterschied zwischen dem Wasserspiegel oberhalb der Turbine (Oberwasser) und dem Wasserspiegel hinter der Turbine (Unterwasser).

#### Niederdruckkraftwerke
Als Niederdruckkraftwerke werden Wasserkraftanlagen bezeichnet, bei denen die Fallhöhe circa 15 m beträgt. Im Gegensatz zu Mitteldruck- oder Hochdruckkraftwerken befinden sich diese im Mittellauf eines Flusses und weisen damit wesentlich höhere Abflüsse auf.
Die Anzahl der verbauten Maschinensätze wird nach Durchfluss, Abflusscharakteristik, Einzelbetrieb oder Durchlaufspeicherung in einer Kraftwerkskette bestimmt. Weitere Nutzungsziele neben der Erzeugung elektrischer Energie können beispielsweise eine Verbesserung des Hochwasserschutzes oder eine Eindämmung einer vorhandenen Sohlerosion sein.
Insbesondere bei Niederdruckanlagen erfolgt oftmals die Anordnung eines Saugrohres um eine Erhöhung des Wirkungsgrades zu erreichen.
Eckdaten
Fallhöhe: 15 m
Verwendung für: Grundlast
Turbinenarten: Kaplan-Turbine, Rohrturbine, Durchströmturbine, Straflo-Turbine
Bauarten: Flusskraftwerke, Ausleitungskraftwerke, Gezeitenkraftwerke, Wellenkraftwerk

#### Mitteldruckkraftwerke

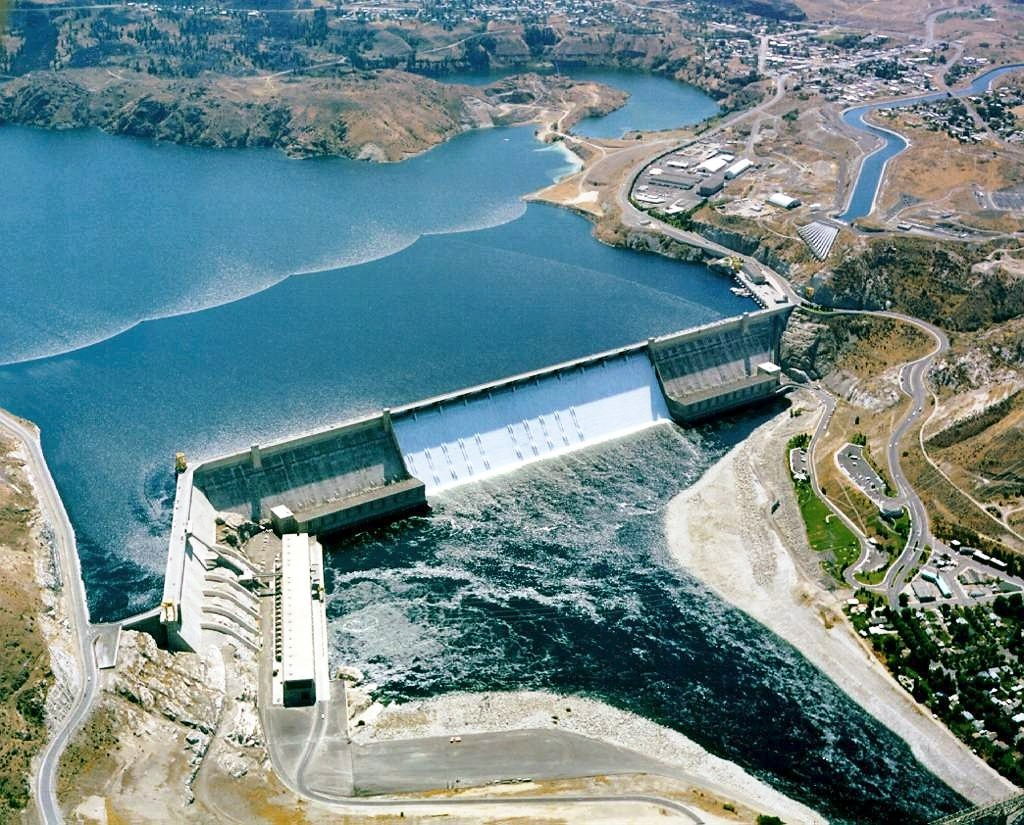
Grand-Coulee-Talsperre in den Vereinigten Staaten

Bei Mitteldruckkraftwerken handelt es sich um Wasserkraftanlagen mit einer Fallhöhe zwischen 25 m und 400 m, wobei sowohl der Übergang zwischen Niederdruck- und Mitteldruckanlagen als auch zwischen Mitteldruck- und Hochdruckanlagen als fließend bezeichnet werden kann. Die Realisierung dieses Kraftwerkstyps erfolgt meist im Zusammenhang mit niedrigen Talsperren als Speicherkraftwerk oder in Kombination mit höheren Wehranlagen an Flusskraftwerken. Charakteristisch für diese beiden Arten von Wasserkraftanlagen ist, dass der typische mittlere Wasserdurchsatz nur durch eine Speicherbewirtschaftung zu erreichen ist. Abgesehen von den für die Energiegewinnung notwendigen Belangen (Ausgleich jahreszeitlich unterschiedlicher Abflüsse, Pumpspeicherung etc.) sind meist auch andere Ziele (Trinkwasserversorgung, Hochwasserschutz, Erholungswirkung etc.) zu berücksichtigen.
Folgende Einsatzzwecke lassen sich unterscheiden
- Einzweckanlagen
  - Anlagen die einen vorgegebenen Strombedarf decken
  - Anlagen zur Vergleichmäßigung des Abflusses eines Fließgewässers
  - Anlagen zur Spitzenstromerzeugung
- Mehrzweckanlagen, die primär der Energieerzeugung dienen, gleichzeitig werden aber auch andere Anforderungen erfüllt (z. B. Hochwasserschutz, Bewässerung, Trinkwasserversorgung).
- Mehrzweckanlagen, die hauptsächlich anderen Zielen als der Energieerzeugung dienen. Insbesondere fallen in diesen Bereich Anlagen zur Stauhaltung schiffbarer Flüsse.

Charakteristisch für Mitteldruckanlagen ist neben der Fallhöhe eine dreifache Gliederung des Maschinenhauses
- Einlauf mit Rechen und Turbinenschütz
- verlängerter Einlaufschlauch bzw. Triebwasserleitung
- Einlaufspirale, Wasserturbine, Saugschlauch.

Talsperrenkraftwerke, welche in direkter Verbindung von Erddämmen oder Betonstaumauern errichtet werden, sind meist dicht an der Luftseite situiert. Das Krafthaus liegt direkt am Damm- oder Mauerfuß und erlaubt kurze und hydraulisch günstige Druckrohrleitungen. Auch eine Anordnung weiter flussabwärts, sowie bei besonders beengten Verhältnissen in Kavernen (eher selten bei Mitteldruckanlagen) ist möglich.
Eckdaten
Fallhöhe: 25–400 m
Verwendung für: Grundlast, Mittellast
Turbinenarten: Francis-Turbine, Kaplan-Turbine (selten)
Bauarten: Flusskraftwerke, Speicherkraftwerke

#### Hochdruckkraftwerke

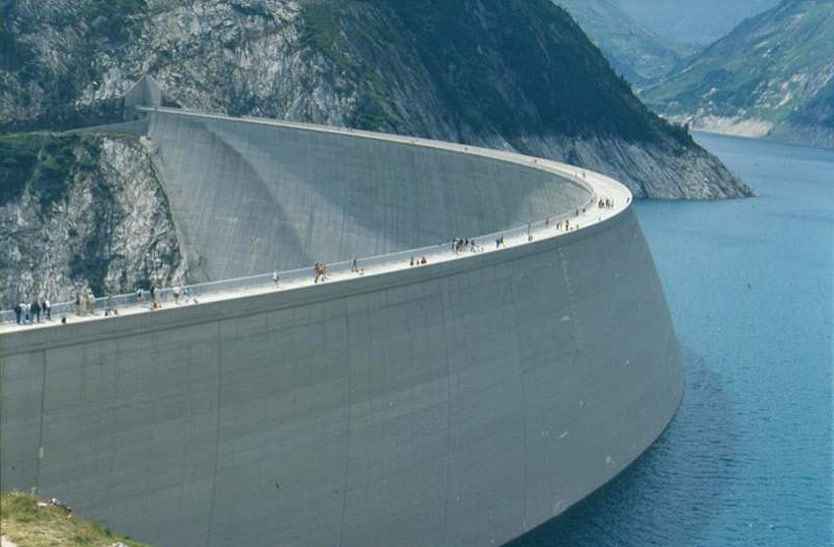
Speicherkraftwerk Maltatal

Von Hochdruckanlagen spricht man, wenn die Nutzfallhöhe mehr als 250 m beträgt. Um ein solch großes Gefälle realisieren zu können, werden solche Anlagen im Mittel- und Hochgebirge errichtet. Zur Stauhaltung werden Talsperren, Staumauern oder ein Staudamm verwendet, wodurch große Mengen Wasser über ein Jahr gespeichert werden können, welche mittels Druckstollen und Druckschächten zum Kraftwerk, das sich zumeist im Tal befindet, transportiert werden.
Durch dieses ständig verfügbare Wasservolumen können Spitzenlasten im Stromverbrauch ausgeglichen und an den kurzfristigen, hohen Bedarf angepasst werden. Jedoch fallen dann extrem große Mengen Wasser an, die schlagartig abgeführt werden müssen. Es ist unter ökologischen Gesichtspunkten problematisch, sie ohne weiteres an das Unterwasser abzugeben (siehe Schwallbetrieb). Deshalb kommen Rückhaltebecken und Zwischenspeicher zum Einsatz, um die Wasserabgabe an den Unterlauf zu verzögern und regulieren.
Wegen des hohen Drucks finden nur noch Pelton- und Francisturbinen Verwendung. Die Bauweise ähnelt sehr der Bauweise einer Mitteldruckanlage. Eine wesentliche Ergänzung ist das Wasserschloss. Es dient dazu, den Druckstoß in der Rohrleitung zu vermindern, der beim Schließen der Armaturen in der Leitung entsteht.
Im Unterschied zu Niederdruck- und Mitteldruckkraftwerken haben die durch die großen Gesamtfallhöhen bedingten, in den Zuleitungen und Fassungen auftretenden Verluste und Fallhöhenschwankungen keine besonderen negativen Auswirkungen auf die Wirtschaftlichkeit der Anlage. Im Gegensatz dazu bringen Schwankungen bei den relativ geringen Durchflüssen Probleme mit sich. Diesem Umstand lässt sich mit einer Erweiterung des Einzugsgebietes der Anlage, beispielsweise durch Einbeziehung benachbarter Speicherseen und Beileitungen, begegnen. Zum Schutz der teilweise sehr langen Druckstollen durch die bei Schnellverschluss der Turbinen auftretenden Druckstöße kann, wie oben schon erwähnt, die Anordnung eines Wasserschlosses erfolgen.
Drei Anlagentypen lassen sich nach ihrer grundsätzlichen Anordnung unterscheiden
Hochdruckanlagen mit Freispiegelkanal und Einlaufbecken bzw. Freispiegelstollen und Druckleitung
Bei diesen Anlagen weisen die Wehranlagen nur geringe Höhen auf und dienen nur dem Zweck der Wasserfassung und nicht der Druckerhöhung.
Hochdruckanlagen mit gänzlicher Druckleitung (Stollen bzw. Rohrleitung)
Dieser Anlagentyp bietet sich als Lösung besonders dort, wo durch Fließstreckenverkürzung, beispielsweise mittels Stollendurchbruch bei Flusskrümmungen, eine besonders große Fallhöhe erreicht werden kann. Im Gegensatz zu Anlagen mit Freispiegelkanälen nimmt die Stauhöhe durch die geschlossene Druckverbindung (Anordnung eines Wasserschlosses notwendig) zum Speicher hin direkten Einfluss auf die Energiegewinnung. Aus diesem Zusammenhang ergibt sich die Notwendigkeit einer möglichst großen Stauhöhe.
Talsperrenkraftwerke
Ähnlich den Mitteldruckanlagen wird hier das Krafthaus in direktem Anschluss an die Talsperre errichtet, die Fallhöhen sind jedoch größer.

##### Eckdaten
Fallhöhe
ab 250 m
Verwendung für
Spitzenlast
Turbinenarten
Francis-Turbine, Pelton-Turbine
Bauarten
Speicherkraftwerke, Pumpspeicherkraftwerke, Kavernenkraftwerke
Beispiele:
- Kraftwerk Naturns – maximal 180 MW, Fallhöhe über 1.150 Meter. Es zählt zu den Kraftwerken mit der weltweit größten Fallhöhe.
- Kraftwerk Campocologno von 1907, damals weltweit höchste Fallhöhe von 418 m, zwei Francisturbinen
- Walchenseekraftwerk von 1924. Vier Francisturbinen und zwei Peltonturbinen leisten insgesamt 124 MW.
- Kraftwerk Fully, im Jahr 1914 mit 1643 Metern Fallhöhe in Betrieb genommen, war für 20 Jahre die Anlage mit der größten Fallhöhe der Welt

### Weitere Klassifizierungsmerkmale
| Betrachtungsweise | Klassifizierung |
| --- | --- |
| Auslastung Die erzeugte Strommenge (Regelarbeitsvermögen) ergibt im Verhältnis zur Nennleistung die Auslastung eines Kraftwerkes. | Grundlastkraftwerk: Auslastung: > 50 % Bauarten: Flusskraftwerk, Gezeitenkraftwerk, Strom-Boje, Wellenkraftwerk Mittellastkraftwerke: Auslastung: 30–50 % Bauarten: Flusskraftwerk mit Schwellbetrieb, Speicherkraftwerk Spitzenlastkraftwerke: Auslastung: < 30 % Bauarten: Speicherkraftwerk, Pumpspeicherkraftwerk, Kavernenkraftwerk |
| Installierte Leistung | Kleinwasserkraftanlagen(< 1 MW) mittelgroße Wasserkraftanlagen(< 100 MW) Großwasserkraftanlagen(> 100 MW) |
| Topografie | Unterlauf (Flusskraftwerk) Mittelgebirge (Laufwasser- und Speicherkraftwerk) Hochgebirge (Speicherkraftwerk) |
| Betriebsweise | Inselbetrieb, Verbundbetrieb |

Aus technischer Sicht werden folgende Wasserkraftwerkstypen unterschieden:
- Bei einem Laufwasserkraftwerk wird ein Fluss gestaut und mit dem abfließenden Wasser elektrischer Strom gewonnen.
- Bei einem Speicherkraftwerk wird das Wasser über einen Zeitraum (mehrere Stunden bis mehrere Monate) gespeichert, um bei Bedarf wertvolle Spitzenenergie zu erzeugen.
- Ein Pumpspeicherkraftwerk ist ein Speicherkraftwerk, bei dem mit überschüssigem Strom Wasser aus einer niedrigen Lage in einen höher gelegenen Stausee gepumpt wird, um später Spitzenstrom bei erhöhtem Strombedarf zu erzeugen. Pumpspeicher-Kraftwerke bieten als derzeit einzige Energieanlagen die Möglichkeit, Elektrizität wirtschaftlich und in nennenswertem Umfang mit Hilfe potentieller Energie (Speicherwasser) zu speichern.
- Ein Kavernenkraftwerk verwendet künstlich geschaffene Hohlräume als Energiespeicher oder als Standort für Kraftwerkskomponenten, es fügt sich damit sehr unauffällig in das Landschaftsbild ein.
- Ein Gezeitenkraftwerk nutzt die Energie aus dem ständigen Wechsel von Ebbe und Flut
- In Wellenkraftwerken wird, im Unterschied zu einem Gezeitenkraftwerk, nicht der Tidenhub, sondern die Energie der kontinuierlichen Meereswellen selbst ausgenutzt.
- Ein Strömungskraftwerk nutzt die kinetische Energie von Fließgewässern, ohne dass ein Wehr benötigt wird. Beispiele sind Strom-Bojen und Schiffmühlen.
- Ein Meeresströmungskraftwerk nutzt die kinetische Energie von Meeresströmungen.
- Wasserleitungskraftwerk ist die spezielle Bauform eines Laufwasserkraftwerks zur Druckreduktion in Hauptwasserleitungen. Ein Beispiel ist das Wasserleitungskraftwerk Gaming als Teil der II. Wiener Hochquellenwasserleitung.

## Ökonomische Bedeutung

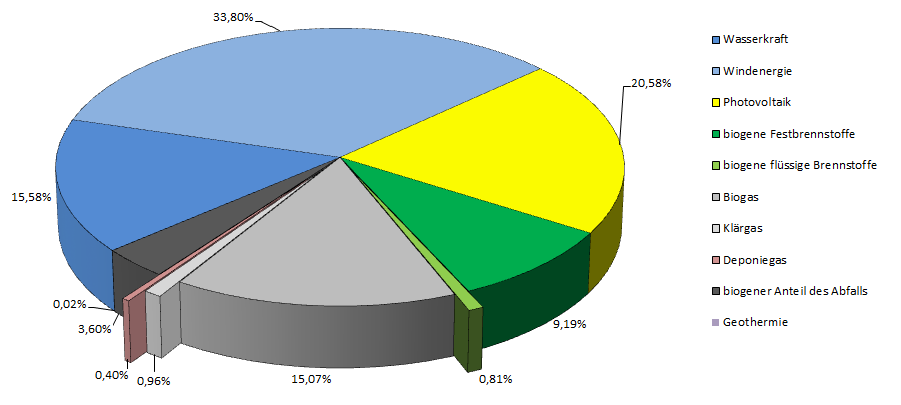
Verteilung der erneuerbaren Energien 2012 in Deutschland (Stromsektor)

Im Jahr 2016 waren weltweit Wasserkraftwerke mit einer kumulierten Leistung von zusammen rund 1096 GW installiert, die rund 4100 TWh elektrischer Energie produzierten. Damit lieferte die Wasserkraft 16,6 % des Weltbedarfes an elektrischer Energie und rund 2/3 der gesamten Stromerzeugung aus erneuerbaren Quellen, die 24,5 % des Weltstrombedarfes deckten. Norwegen deckt fast seinen gesamten Elektrizitätsbedarf mit Wasserkraft, Brasilien rund 80 %. In Österreich beträgt die Wasserkraftquote rund 55 % (36 TWh) an der gesamten Stromproduktion, in der Schweiz sind es rund 60 %.
Aus der in Deutschland installierten Leistung von 4,7 GW und der in Deutschland jährlich erzeugten Energie (dem Regelarbeitsvermögen) von 21600 GWh errechnen sich 4600 Volllaststunden. Übers Jahr ergibt sich ein Nutzungsgrad von 52 %. Der Anteil an der Bruttostromerzeugung schwankt etwa zwischen 3 und 4 %, womit die Wasserkraft mittlerweile hinter Windenergie, Biomasse und Photovoltaik auf den vierten Platz zurückgefallen ist.
Die Kosten der Investitionen in Wasserkraftwerke liegen sehr hoch und belasten die Rentabilität der Anlage. Daher ist der in Wasserkraftwerken produzierte elektrische Strom zunächst einmal kostspieliger als der in vergleichbaren Dampfkraftwerken. Die Kostenlosigkeit der nahezu unbegrenzt zur Verfügung stehenden Ressource Wasserkraft macht sich erst bemerkbar, wenn die Erlöse des verkauften Stromes die Errichtungskosten gedeckt haben. Aus diesem Grund werden Wasserkraftwerke für eine hohe Lebensdauer ausgelegt, um diesen Effekt möglichst lange nutzen zu können.
Wasserkraftwerke werden bevorzugt im Mittel- und Hochgebirge sowie an großen Flüssen errichtet, um durch großen Höhenunterschied bzw. Durchfluss die Wirtschaftlichkeit zu erhöhen.

## Ökologische und soziale Auswirkungen
Der Bau von neuen Stauseen oder Sperrwerken kann zu Konflikten führen, bei denen die Nachteile und Vorteile abgewogen werden müssen. Der Grundwasserhaushalt wird durch die Errichtung von Staudämmen, Versiegelung des Stauraums oder durch die Konstruktion von Drainagen beeinflusst. Dies kann im Einzelfall wünschenswert sein und hat zum Beispiel Vorteile für die Landwirtschaft. Kritisch wird stellenweise der Verlust von Habitatsangebot durch Treibgutrechen gesehen: Die Entnahme von verschiedenen Materialien, wie zum Beispiel Treibholz, kann den Verlust von Lebensräumen im Unterwasser bedeuten; dies ist aber nur für den ungestörten Betrieb der Turbinen nötig, das Treibgut könnte anschließend dem Unterwasser wieder zugeführt werden.

### Vorteile
- Es entstehen keine CO2- oder andere Emissionen von Luftschadstoffen durch den direkten Betrieb; Wasserkraftwerke zählen somit zu den erneuerbaren Energien.
- Die Stauanlage eines Wasserkraftwerkes kann dem Hochwasserschutz dienen, wenn der Wasserstand einen Puffer bietet bzw. gezielt Wasser abgegeben wird.
- Der Stausee ermöglicht Schifffahrt, indem eine gleichbleibende Wassertiefe auf Teilstrecken des Flusses erreicht werden kann.
- Die Energieerzeugung ist weitgehend unabhängig von Wetter und Zeit. Im Vergleich zu vielen anderen alternativen Energien kann die Leistungsabgabe teilweise an den Verbrauch angepasst werden.
- Die Betriebsdauer ist im Vergleich zu anderen Kraftwerke am längsten und bietet damit eine höhere Sicherheit bei Investitionen.

### Nachteile
- In einzelnen Fällen kommt es - insbesondere bei sehr großen Anlagen - zur Enteignungen und Umsiedlung der Anwohner, Überstauung und Zerstörung von Kulturgütern. Beim Bau des Drei-Schluchten-Damms in China wurden mehr als eine Million Menschen umgesiedelt[8][9].
- ökologisch nachteilige Folgen ergeben sich durch Reduzierung der Restwassermenge unterhalb der Stauanlage, Veränderungen des natürlichen Fließgewässer-Regimes und ein höheres Sterberisiko für Fische durch Turbinen und Wehre[10][11], Treibgutrechen und Pumpen.
- im Staubereich von Speicherkraftwerken und Laufwasserkraftwerken entstehen klimaschädliche Faulgase – beispielsweise Methan – durch Verwesung von organischen Ablagerungen und Vegetation[12]

## Geschichte

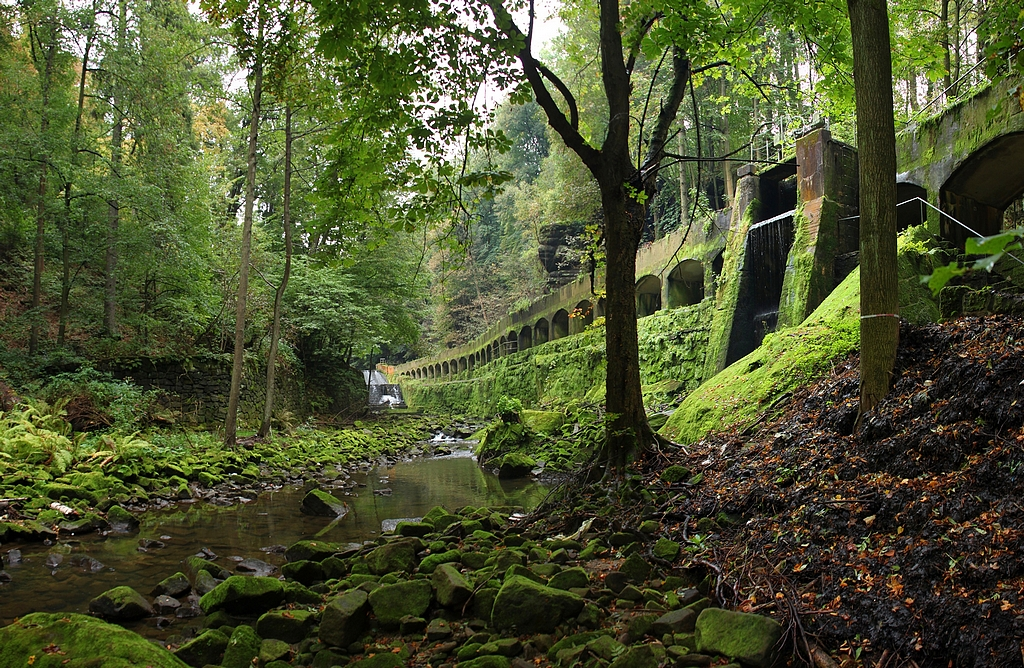
Blick auf das Wasserkraftwerk Niezelgrund an der Wesenitz bei Lohmen. Das kleine Kraftwerk zeigt beispielhaft den Übergang in der Nutzung der Wasserkraft vom Maschinenantrieb (1877–1910) zur Elektroenergieerzeugung (ab 1910). Die derzeit installierte Turbine hat eine Leistung von bis zu 215 kW.

Schon vor 5000 Jahren gab es in China und Mesopotamien Wasserräder. Damals hatte man herausgefunden, dass die Strömungsenergie des Wassers dem Menschen nützlich gemacht werden kann. Auch später im antiken Rom und Griechenland wurden Wasserräder zum Mahlen von Getreide und zur Bewässerung genutzt.
1767 stellte der englische Bauingenieur John Smeaton das erste Wasserrad aus Gusseisen her. Im Jahr 1878 baute man in Nordengland das erste Wasserkraftwerk, mit dem auf dem Landsitz Cragside die elektrische Beleuchtung betrieben wurde. Um 1896 entstand an den Niagarafällen in den USA das erste Großkraftwerk der Welt.
Zu Beginn des 20. Jahrhunderts vergrößerte sich das Interesse an Wasserkraft, da es inzwischen effizientere und größere Turbinen gab und die Nachfrage nach Strom ständig wuchs.
1911 wurde einige Kilometer westlich von Rjukan von Norsk Hydro das Wasserkraftwerk Vemork (59° 52′ 16,1″ N, 8° 29′ 29″ O) gebaut, zu der Zeit das größte der Welt. In den folgenden Jahren wurden weitere Kraftwerke (darunter das Kraftwerk Såheim) und Industrieanlagen errichtet; 1917 lebten ungefähr 10.000 Menschen in Rjukan und Umgebung.
1941 wurde im US-Bundesstaat Washington die Grand-Coulee-Talsperre fertiggestellt; sie hat eine Nennleistung von 6.495 MW.
Im Jahr 1963 rutschen 270 Millionen Kubikmeter Gestein in den Vajont-Stausee und lösten so eine 160 Meter hohe Flutwelle aus die das talabwärts gelegene Dorf Longarone zerstörte und etwa 2000 Menschen das Leben kostete.
Nach dem Bau des Assuan-Staudammes in Ägypten (1960–1971) – er staut den Nil auf – wurde deutlich, wie sehr ein Staudamm in die Flussökologie eingreifen kann.
Der Bau der Drei-Schluchten-Talsperre in China wurde im Dezember 1993 begonnen; seit 2008 sind alle 26 Turbinen in Betrieb.
Die aktuelle Entwicklung im Bereich der Strömungskraftwerke verzeichnet deutliche Fortschritte, die sich in der erfolgreichen Installation erster Turbinenanlagen zeigen. Diese Technologien stellen keine Gefahr für Fischpopulationen dar und erfordern weder Aufstaukonstruktionen noch umfangreiche Betonbauten.
Es gab viele Brüche von Staumauern, z. B. durch Erdbeben und/oder durch Baumängel. Am 17. Mai 1943 warfen Bomber der Royal Air Force spezielle Bomben auf die Möhnetalsperre (→ Möhnekatastrophe) und in die Edertalsperre. Am 8. August 1975 löste ein Taifun in China einen Kaskadenbruch von 26 Staudämmen aus (Banqiao-Staudamm).
Am 6. Juni 2023 kam es im Zuge der russischen Invasion in der Ukraine zur Zerstörung des Kachowka-Staudamms.

## Wappen
Vereinzelt findet man Wasserkraftwerke oder Elemente davon auch als Bestandteil von Wappen.
- Das Wappen Nordkoreas enthält ein Wasserkraftwerk mit Strommast.
- Die oberösterreichische Gemeinde Roitham am Traunfall führt in ihrem Wappen eine Turbine mit Stufe als Symbol für Kraftwerk und Traunfall.

## Wasserkraftwerke mit besonderen Merkmalen (Auswahl)
- Inga-Staudamm – am Kongo, das 2013 beschlossene Ausbau-Projekt Grand Inga soll mit 40.000 MW das größte Kraftwerk der Welt werden[16]
- Drei-Schluchten-Damm – am Jangtsekiang in China, seit 2008 größtes Kraftwerk der Welt
- Itaipú – zweitgrößtes Kraftwerk der Welt, am Parana zwischen Paraguay und Brasilien
- Pumpspeicherwerk Goldisthal – leistungsstärkstes Pumpspeicherkraftwerk Deutschlands
- Lac des Dix – größtes Wasserkraftwerk der Schweiz
- Maltakraftwerke – leistungsstärkstes Wasserkraftwerk Österreichs
- Roselend-Talsperre – leistungsfähiges Wasserkraftwerk in Frankreich
- Kraftwerk Eisernes Tor 1 – größtes Wasserkraftwerk Europas
- Cahora Bassa – bisher größtes Kraftwerk Afrikas
- Grand-Coulee – größtes Kraftwerk der USA
- Hoover Dam – berühmtes US-amerikanisches Kraftwerk
- Walchenseekraftwerk – klassisches Speicherkraftwerk in Deutschland
- Bujagali – geplantes umstrittenes Kraftwerk in Afrika
- Südostanatolien-Projekt – größtes regionales Entwicklungsprojekt der Türkei, umfasst 22 Staudämme und 19 Wasserkraftwerke und Bewässerungsanlagen